# Ácido periódico

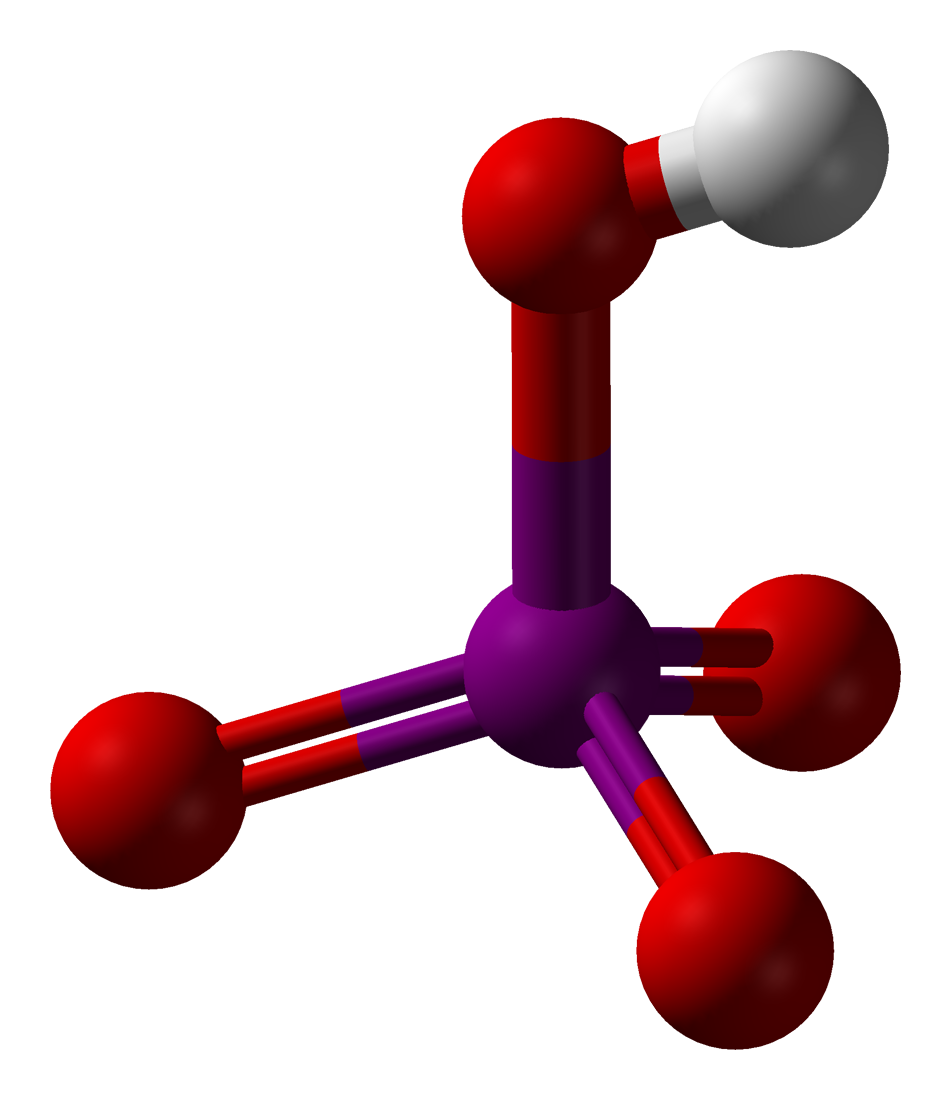
Modelo bola e vareta de ácido metaperiódico.

Ácido periódico é um composto químico de fórmula HIO4 ou H5IO6.
O ácido periódico foi descoberto por Heinrich Gustav Magnus e C. F. Ammermüller em 1833.